# 29e corps d'armée (Allemagne)
Le 29e corps d'armée (en allemand : XXIX. Armeekorps) était un corps d'armée de l'armée de terre allemande, la Heer, au sein de la Wehrmacht pendant la Seconde Guerre mondiale.

## Hiérarchie des unités
| Nom          | Nbre d'hommes       | Unités subalternes                | Grade de commandement                 |
| ------------ | ------------------- | --------------------------------- | ------------------------------------- |
| Heeresgruppe | + 300 000           | 2 à + Armeen (Armées)             | Generaloberst ou Generalfeldmarschall |
| Armee        | + 100 000 - 300 000 | 2 à + Armeekorps (Corps d'armées) | General ou Generaloberst              |
| Armeekorps   | + 30 000 - 80 000   | 2 à + Divisionen (Division)       | Generalleutnant ou General            |
| Division     | + 10 000 – 20 000   | 2 à 6 Brigaden (Brigade)          | Generalmajor ou Generalleutnant       |
| Brigade      | + 3 000 – 5 000     | jusqu'à 3 Regimentern (Régiment)  | Oberst ou Generalmajor                |

## Historique
Le XXIX. Armeekorps est formé le 20 mai 1940 dans le Wehrkreis IV.

## Organisation

### Commandants successifs
| Date                                | Grade                     | Commandant                                                   |
| ----------------------------------- | ------------------------- | ------------------------------------------------------------ |
| 20 mai 1940 - 21 mai 1943           | General der Infanterie    | Hans von Obstfelder                                          |
| Mai 1943 - 30 juin 1944             | General der Panzertruppen | Erich Brandenberger                                          |
| 2 juillet 1944 - 1er septembre 1944 | General der Artillerie    | Anton-Reichard Freiherr von Mauchenheim genannt Bechtolsheim |
| 1er septembre 1944 - 8 mai 1945     | General der Infanterie    | Kurt Röpke                                                   |

### Chef des Generalstabes
| Date                             | Grade               | Commandant                                                   |
| -------------------------------- | ------------------- | ------------------------------------------------------------ |
| 1er juin 1940 - 1er octobre 1941 | Oberst i.G.         | Ludwig Müller                                                |
| 1er octobre 1941 - 23 mai 1942   | Oberst i.G.         | Anton-Reichard Freiherr von Mauchenheim genannt Bechtolsheim |
| 23 mai 1942 - 11 novembre 1942   | Oberst i.G.         | Eberhard Kinzel                                              |
| 12 novembre 1942 - Mai 1944      | Oberst i.G.         | Albrecht Ritter von Quirnheim                                |
| 25 mai 1944 - 20 décembre 1944   | Oberstleutnant i.G. | Theodor Mehring                                              |
| 20 décembre 1944 - ? 1945        | Oberstleutnant i.G. | Eimannsberger                                                |

### 1. Generalstabsoffizier (Ia)
| Date                             | Grade      | Commandant                 |
| -------------------------------- | ---------- | -------------------------- |
| Juin 1940 - Juillet 1942         | Major i.G. | Werner Danke               |
| Juillet 1942 - Mars 1943         | Major i.G. | Ernst von Bila             |
| Mars 1943 - Janvier 1944         | Major i.G. | Otto Becker                |
| Janvier 1944 - Septembre 1944    | Major i.G. | Gerd Köstlin               |
| 25 septembre 1944 - Janvier 1945 | Major i.G. | Carl-Heinrich Kratochwila  |
| 30 janvier 1945 - ? 1945         | Major i.G. | Viktor Poschenburg-Okrotny |

## Théâtres d'opérations
- Allemagne, France et Pologne : Juin 1940 - Juin 1941
- Front de l'Est, secteur Sud : Juin 1941 - Mai 1945

## Ordre de batailles

### Rattachement d'Armées
| Date      | Armée                   | Groupe d'Armées         |
| --------- | ----------------------- | ----------------------- |
| 1940      |                         |                         |
| 20 mai    | -                       | OKH-Reserve             |
| Juillet   | 9. Armee                | Heeresgruppe A          |
| 1941      |                         |                         |
| Janvier   | 9. Armee                | Heeresgruppe A          |
| Mars      | 17. Armee               | Heeresgruppe B          |
| Mai       | 6. Armee                | Heeresgruppe A          |
| 22 juin   | 6. Armee                | Heeresgruppe Süd        |
| 1942      |                         |                         |
| Janvier   | 6. Armee                | Heeresgruppe Süd        |
| Août      | 11. Armee               | Heeresgruppe B          |
| Septembre | 8. italienische Armee   | Heeresgruppe B          |
| 1943      |                         |                         |
| Janvier   | Armee-Abteilung Hollidt | Heeresgruppe Don        |
| Mars      | Armee-Abteilung Hollidt | Heeresgruppe Süd        |
| Avril     | 6. Armee                | Heeresgruppe Süd        |
| Octobre   | 6. Armee                | Heeresgruppe A          |
| Novembre  | 1. Panzerarmee          | Heeresgruppe Süd        |
| 1944      |                         |                         |
| Janvier   | 6. Armee                | Heeresgruppe Süd        |
| Mars      | 6. Armee                | Heeresgruppe A          |
| Avril     | 6. Armee                | Heeresgruppe Südukraine |
| Juin      | 3. rumänische Armee     | Heeresgruppe Südukraine |
| Août      | 6. Armee                | Heeresgruppe Südukraine |
| Septembre | z. Vfg.                 | Heeresgruppe Südukraine |
| Octobre   | 8. Armee                | Heeresgruppe Südukraine |
| 1945      |                         |                         |
| Janvier   | 8. Armee                | Heeresgruppe Süd        |
| Avril     | 1. Panzerarmee          | Heeresgruppe Mitte      |

### Unités subordonnées

#### Unités organiques
- Arko 102
- Korps-Nachrichten-Abteilung 429
- Korps-Nachschubtruppen 429

#### Unités rattachées
8 juin 1940
- 35. Infanterie-Division
- 78. Infanterie-Division
- 170. Infanterie-Division
- 206. Infanterie-Division
- 207. Infanterie-Division
- 296. Infanterie-Division
- 297. Infanterie-Division

1er novembre 1940
- 78. Infanterie-Division
- 253. Infanterie-Division

3 septembre 1941
- 71. Infanterie-Division
- 75. Infanterie-Division
- 95. Infanterie-Division
- 99. leichte Division
- 299. Infanterie-Division

2 janvier 1942
- 57. Infanterie-Division
- 75. Infanterie-Division
- 168. Infanterie-Division
- 299. Infanterie-Division

24 juin 1942
- 57. Infanterie-Division
- 75. Infanterie-Division
- 168. Infanterie-Division

22 décembre 1942
- Division Sforzesca
- Division Celere
- Brigade Schuldt
- XXXV. italienisches Korps

16 février 1943
- 79. Infanterie-Division
- 23. Panzer-Division

7 juillet 1943
- Gruppe Recknagel
- 15. Luftwaffen-Feld-Division
- 17. Infanterie-Division
- 336. Infanterie-Division

7 août 1943
- 13. Panzer-Division
- 9. Infanterie-Division
- 17. Infanterie-Division
- 73. Infanterie-Division

8 octobre 1943
- 17. Infanterie-Division
- 111. Infanterie-Division
- 294. Infanterie-Division
- 336. Infanterie-Division
- 15. Luftwaffen-Feld-Division

26 décembre 1943
*9. Infanterie-Division
- 335. Infanterie-Division
- 97. Jäger-Division

16 septembre 1944
- 4. SS-Polizei-Panzer-Grenadier-Division
- IV. ungarisches Korps
- VII. ungarisches Korps

1er mars 1945
- 5. Infanterie-Division
- Kampfgruppe 76. Infanterie-Division
- 101. Jäger-Division
- 24. ungarische Division
- 5. ungarische Division

## Sources
- XXIX. Armeekorps sur Lexikon-der-wehrmacht.de